# 400 mètres aux Jeux olympiques
Pour un article plus général, voir Athlétisme aux Jeux olympiques.
Le 400 mètres masculin figure au programme des Jeux olympiques depuis la première édition, en 1896 à Athènes. Les femmes participent à cette épreuve depuis les Jeux de 1964, à Tokyo.
Avec deux titres olympiques remportés, l'Américain Michael Johnson est l'athlète masculin le plus couronné dans cette épreuve. Chez les femmes, la Française Marie-José Pérec et la Bahaméenne Shaunae Miller sont les plus couronnées avec deux médailles d'or chacune.
Les records olympiques de la discipline sont actuellement détenus par le Sud-africain Wayde van Niekerk, auteur d'un nouveau record du monde en 43 s 03, établi en finale des Jeux olympiques de 2016 à Rio de Janeiro, et par Marileidy Paulino, créditée de 48 s 17 en finale des Jeux olympiques de 2024, à Paris.

## Éditions
| Années | 96 | 00 | 04 | 08 | 12 | 20 | 24 | 28 | 32 | 36 | 48 | 52 | 56 | 60 | 64 | 68 | 72 | 76 | 80 | 84 | 88 | 92 | 96 | 00 | 04 | 08 | 12 | 16 | 20 | 24 | Total |
| ------ | -- | -- | -- | -- | -- | -- | -- | -- | -- | -- | -- | -- | -- | -- | -- | -- | -- | -- | -- | -- | -- | -- | -- | -- | -- | -- | -- | -- | -- | -- | ----- |
| Hommes | X  | X  | X  | X  | X  | X  | X  | X  | X  | X  | X  | X  | X  | X  | X  | X  | X  | X  | X  | X  | X  | X  | X  | X  | X  | X  | X  | X  | X  | X  | 30    |
| Femmes |    |    |    |    |    |    |    |    |    |    |    |    |    |    | X  | X  | X  | X  | X  | X  | X  | X  | X  | X  | X  | X  | X  | X  | X  | X  | 16    |

## Hommes

### Historique

#### 1896-1912

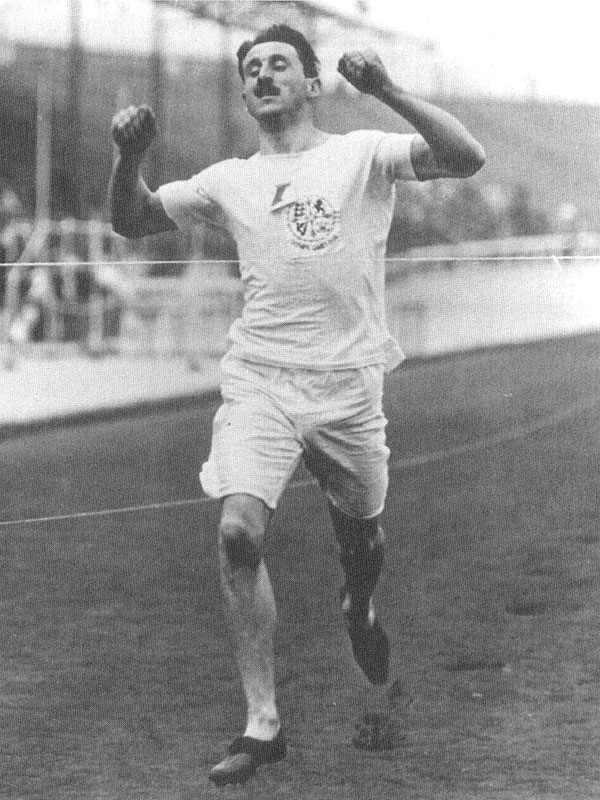
Wyndham Halswelle, vainqueur des Jeux olympiques de 1908 sans adversaires en finale.

L'épreuve du 400 mètres figure au programme des premiers Jeux olympiques de l'ère moderne, en 1896 à Athènes. Elle est remportée par l'Américain Thomas Burke, déjà vainqueur de l'épreuve du 100 m, qui s'impose sur une piste sablonneuse en très mauvais état, dans le temps modeste de 54 s 2.
Lors des Jeux olympiques de 1900 à Paris, l'Américain Maxie Long, premier détenteur du record du monde du 400 m remporte l'épreuve se déroulant sur la piste en herbe de la Croix-Catelan, devançant son compatriote William Holland. Trois autres américains ne participent pas à la course en raison de leur convictions religieuses leur interdisant de courir un dimanche.
L'Américain Harry Hillman remporte le titre des Jeux olympiques 1904, à Saint-Louis, devant ses deux compatriotes Frank Waller et Herman Groman.
Lors des Jeux olympiques de 1908, à Londres, le Britannique Wyndham Halswelle remporte le titre olympique. En finale, les Américains John Carpenter, William Robbins et John Taylor sont les adversaires d'Halswelle. Carpenter gagne mais pendant la course, il empêche Halswelle de le dépasser en se décalant progressivement vers la droite où Halswelle veut passer. À la suite d'une longue discussion entre officiels américains et britanniques, Carpenter est disqualifié et la finale doit être recourue deux jours plus tard sans lui, mais Taylor et Robbins s'abstiennent de partir en soutien à leur compatriote. Ainsi, Halswelle remporte la course et devient en 50 secondes champion olympique sans adversaire pour la première et seule fois de l'histoire des Jeux. Cet incident amènera la mise en place de couloirs pour les courses du 400 m.
Le 400 m des Jeux olympiques de 1912 à Stockholm, désormais couru en couloirs, est remporté par l'Américain Charles Reidpath en 48 s 2 (record du monde) qui devance l'Allemand Hanns Braun et l'autre américain Ed Lindberg.

#### 1920-1936

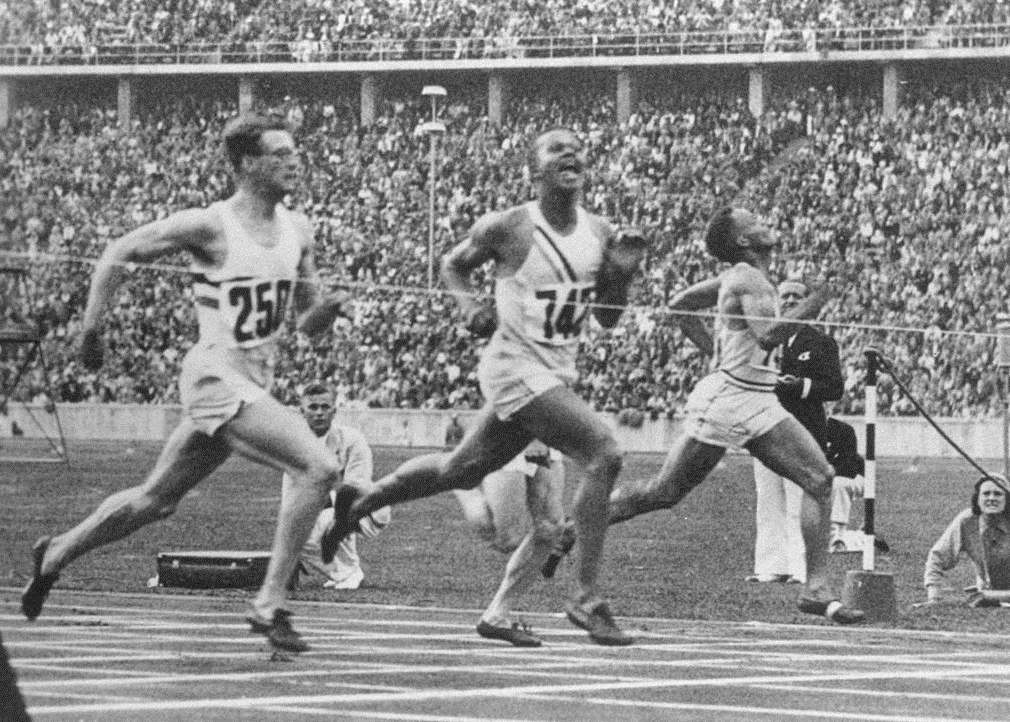
Arrivée de la finale du 400 m aux Jeux olympiques de 1936.

Lors des Jeux olympiques de 1920 à Anvers, le Sud-africain Bevil Rudd s'adjuge le titre olympique sur une piste gorgée d'eau. Il s'impose dans le temps modeste de 49 s 2, devant le Britannique Guy Butler et le Suédois Nils Engdahl.
Quatre ans plus tard, lors des Jeux olympiques d'été de 1924 à Paris, le Britannique Eric Liddell s'impose dans le temps de 47 s 6, devant l'Américain Horatio Fitch et Guy Butler qui décroche sa deuxième médaille dans cette épreuve après l'argent en 1920.
En 1928, lors des Jeux olympiques d'été d'Amsterdam, l'Américain Ray Barbuti remporte le titre olympique du 400 m en 47 s 8, devançant le Canadien James Ball et l'Allemand Joachim Büchner.
L'Américain Bill Carr établit un nouveau record du monde du 400 m en finale des Jeux olympiques d'été de 1932, à Los Angeles, en remportant l'épreuve en 46 s 2. Il devance son compatriote Benjamin Eastman et le Canadien Alex Wilson.
Lors des Jeux olympiques d'été de 1936 à Berlin, l'Américain Archie Williams, qui a amélioré le record du monde de Bill Carr quelques jours avant le début des compétitions (46 s 1), devient champion olympique en 46 s 5 devant le Britannique Godfrey Brown et l'autre américain James LuValle.

#### 1948-1964

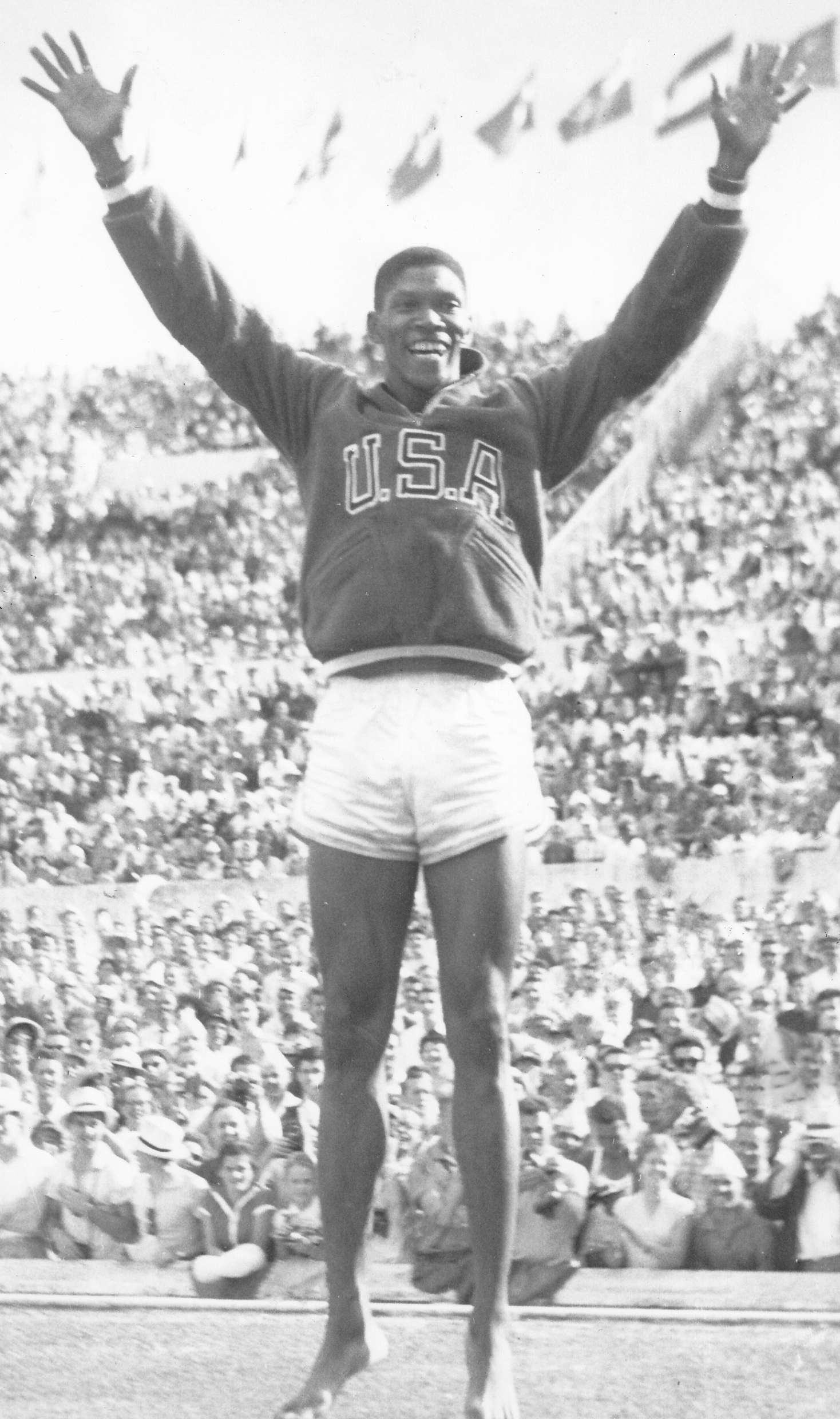
Otis Davis, champion olympique du 400 m en 1960.

Aux Jeux olympiques de 1948 à Londres, le Jamaïcain Arthur Wint s'adjuge le titre olympique en 46 s 2, devançant de 2/10e de seconde son compatriote Herb McKenley, pourtant favori de l'épreuve au vu de sa domination sur le territoire américain et de ses deux record du monde successifs établis avant ces Jeux olympiques, et de 7/10e de seconde l'Américain Mal Whitfield. Pour la première fois depuis 1924, les Américains ne remportent pas l'or olympique sur 400 m.
Quatre ans plus tard, lors des Jeux olympiques de 1952 à Helsinki, un autre Jamaïcain inscrit son nom au palmarès olympique du 400 m : George Rhoden, nouveau détenteur du record mondial, s'impose dans le temps de 45 s 9, terminant juste devant Herb McKenley qui effectue un retour sur son compatriote en toute fin de course après avoir raté son départ, et qui décroche sa deuxième médaille d'argent d'affilée dans cette épreuve. L'Américain Ollie Matson complète le podium.
La finale du 400 m des Jeux olympiques de 1956, à Melbourne, se déroule sous des bourrasques de vent. L'Américain Charlie Jenkins s'impose dans le temps de 46 s 7, devant l'Allemand Karl-Friedrich Haas, le Finlandais Voitto Hellsten et le Soviétique Ardalion Ignatyev ne pouvant se départager pour la troisième place. Le favori américain Louis Jones, alors détenteur du record du monde, s'écroule à 50 mètres de l'arrivée et ne termine que cinquième de l'épreuve.
Lors des Jeux olympiques de 1960, à Rome, la victoire revient à l'Américain Otis Davis qui s'impose après visionnage de la photo-finish devant l'Allemand Carl Kaufmann. Les deux hommes réalisent le temps de 44 s 9 et améliorent tous deux le record du monde de la discipline détenu depuis 1956 par Louis Jones, devenant les premiers athlètes de l'histoire à parcourir la distance en moins de 45 secondes. Le Sud-africain Malcolm Clive Spence se classe troisième de l'épreuve.
L'Américain Michael Larrabee remporte la finale des Jeux olympiques de 1964, à Tokyo, en 45 s 1, devant le Trinidadien Wendell Mottley (45 s 2) et le Polonais Andrzej Badeński (45 s 6).

#### 1968-1984

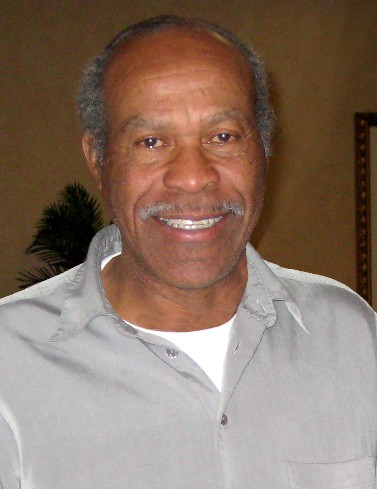
Lee Evans remporte le titre du 400 m aux Jeux olympiques de 1968, à Mexico, et améliore le record du monde.

Les Jeux olympiques de 1968 à Mexico consacrent l'Américain Lee Evans qui établit en finale un nouveau record du monde en 43 s 8 (43 s 86 au chronométrage électronique), devenant le premier athlète à courir un 400 m en moins de 44 secondes. Il devance, comme aux sélections olympiques américaines Larry James, deuxième en 43 s 9 et le troisième américain Ron Freeman, médaillé de bronze en 44 s 4.  
Lors des Jeux olympiques de 1972, à Munich, l'Américain Vince Matthews l'emporte dans le temps de 44 s 66, devant son compatriote Wayne Collett (44 s 80) et le Kényan Julius Sang (44 s 92). John Smith, qui figurait parmi les favoris au titre, est contraint à l'abandon.
Quatre ans plus tard, aux Jeux olympiques de 1976, à Montréal, la victoire revient au Cubain Alberto Juantorena, titré quelques jours plus tôt sur 800 m, qui s'impose dans le temps de 44 s 26 après avoir effectué un retour dans les derniers mètres de course sur à l'Américain Fred Newhouse, médaillé d'argent en 44 s 40. Herman Frazier, l'autre américain, se classe troisième de la finale en 44 s 95.
Les Jeux olympiques de 1980 à Moscou sont marqués par le boycott d'une cinquantaine de nations, dont les États-Unis. Le Soviétique Viktor Markin s'adjuge le titre olympique en 44 s 60, devançant l'Australien Rick Mitchell (44 s 84) et l'Est-allemand Frank Schaffer (44 s 87). Le champion olympique en titre Alberto Juantorena termine au pied du podium en 45 s 09.
Lors des Jeux olympiques de 1984, à Los Angeles, l'Américain Alonzo Babers offre aux États-Unis son premier titre olympique depuis 1972. Il remporte la finale dans le temps de 44 s 27 et devance sur le podium l'Ivoirien Gabriel Tiacoh (44 s 54) et l'autre américain Antonio McKay (44 s 71) dans une course très relevée où six coureurs descendent sous les 45 secondes. Le Jamaïcain Bert Cameron, champion du monde du 400 m en 1983, déclare forfait pour la finale.

#### 1988-2004

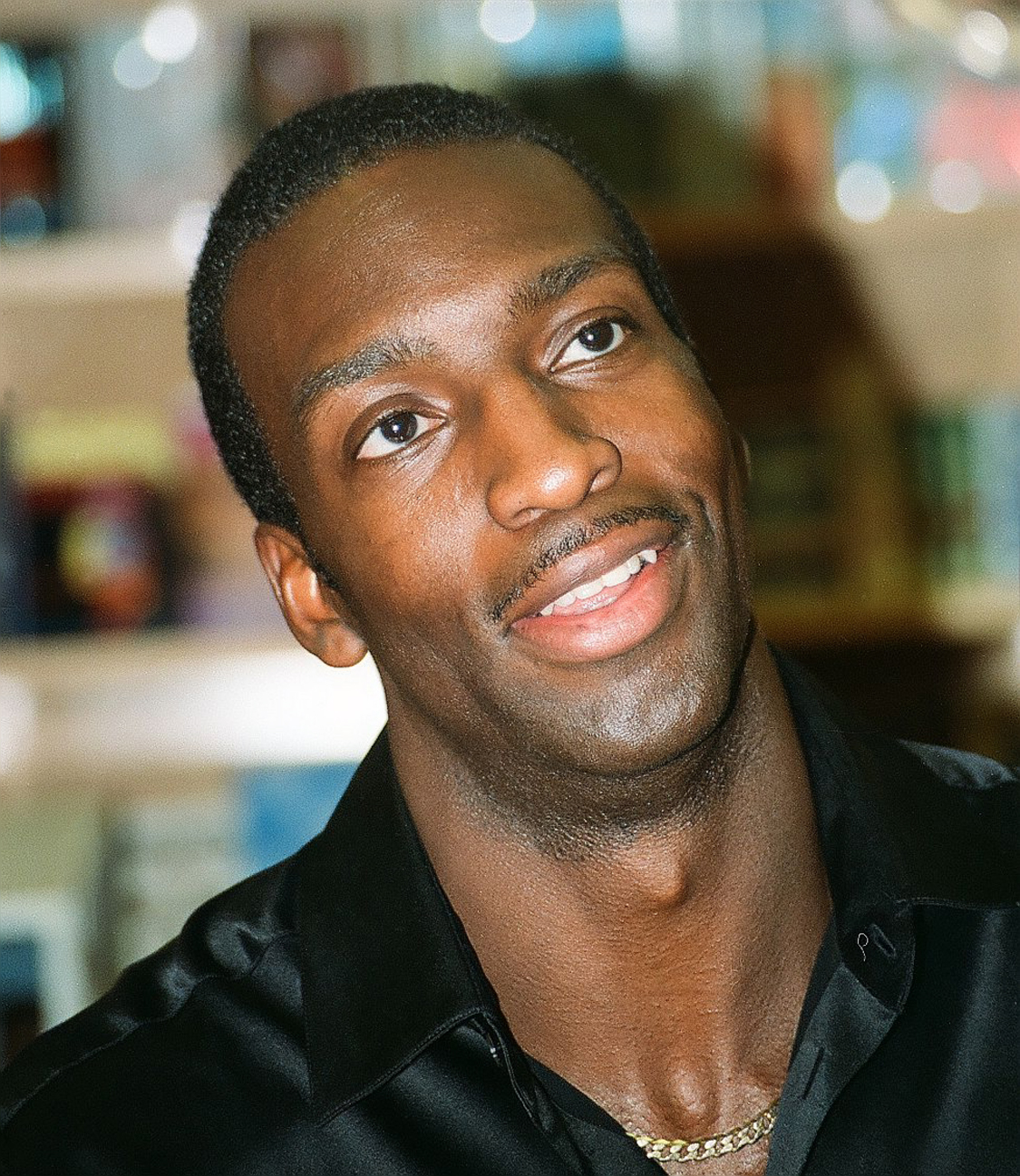
Michael Johnson, seul athlète à avoir remporté deux titres olympiques sur 400 m, en 1996 à Atlanta et en 2000 à Sydney.

L'Américain Steve Lewis remporte le titre du 400 m lors des Jeux olympiques de 1988, à Séoul, en devançant son compatriote Harry Butch Reynolds qui vient d'améliorer le record du monde quelques jours avant le début de ces Jeux et qui subit sa première défaite de la saison. Lewis l'emporte en 43 s 87, devant Reynolds (43 s 93) et l'autre américain Danny Everett (44 s 09).
En 1992, lors des Jeux olympiques de Barcelone, la victoire revient à l'Américain Quincy Watts qui établit un nouveau record olympique en séries en 43 s 71, puis en finale en 43 s 50, approchant de 21/100e de seconde le record mondial de Harry Butch Reynolds, suspendu par l'IAAF pour dopage. Le champion olympique en titre Steve Lewis remporte la médaille d'argent en 44 s 21 et le Kényan Samson Kitur la médaille de bronze en 44 s 24.
L'Américain Michael Johnson, champion du monde en 1993 et 1995, est le favori pour le titre des Jeux olympiques de 1996, à Atlanta. En finale, il s'impose dans le temps de 43 s 49, établissant un nouveau record olympique, à 20/100e du record du monde, et distance largement ses adversaires, notamment le Britannique Roger Black, deuxième en 44 s 41 et l'Ougandais Davis Kamoga, troisième en 44 s 53. Deux jours plus tard, Michael Johnson s'impose également dans l'épreuve du 200 m, devenant le premier athlète masculin à réaliser ce doublé olympique.
De nouveau champion du monde en 1997 et 1999, et détenteur du record du monde depuis 1999, Michael Johnson devient le premier athlète à remporter un deuxième titre olympique sur 400 m en s'imposant lors des Jeux olympiques de 2000, à Sydney. À 33 ans, il s'impose dans le temps de 43 s 84, devant son compatriote Alvin Harrison (44 s 40) et le Jamaïcain Gregory Haughton (44 s 70).
Lors des Jeux olympiques de 2004, à Athènes, l'Américain Jeremy Wariner, s'adjuge le titre olympique en établissant son meilleur temps de l'année en 44 s 00. Il précède ses deux compatriotes Otis Harris, médaillé d'argent en 44 s 16 et Derrick Brew, médaillé de bronze en 44 s 42.

#### Depuis 2008

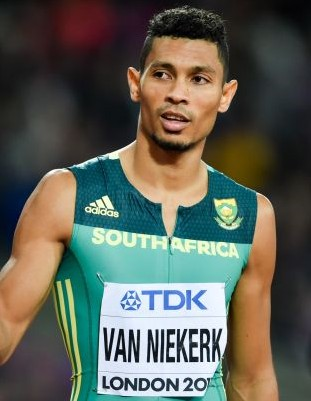
Wayde van Niekerk établit un nouveau record du monde du 400 m en finale des Jeux olympiques de 2016, à Rio de Janeiro.

L'Américain LaShawn Merritt s'impose lors des Jeux olympiques de 2008 à Pékin en signant son meilleur temps de l'année en 43 s 75, devançant Jeremy Wariner, champion olympique en titre et champion du monde en 2005 et 2007, de plus d'une seconde, soit la plus large marge enregistrée entre le vainqueur et le deuxième depuis les Jeux olympiques de 1896. Le troisième américain, David Neville, s'adjuge la médaille de bronze en 44 s 80 après avoir effectué un plongeon sur la ligne d'arrivée pour devancer sur le fil le Bahaméen Chris Brown.
En 2012, lors des Jeux olympiques de Londres, Kirani James devient le premier médaillé olympique de Grenade en s'imposant en finale du 400 m dans le temps de 43 s 94. Devançant le Dominicain Luguelín Santos (44 s 46) et le Trinidadien Lalonde Gordon  (44 s 52), Kirani James améliore de 4/10e son record personnel en descendant pour la première fois de sa carrière sous les 44 secondes. Il établit par ailleurs la meilleure performance mondiale de l'année détenue jusqu'alors par le champion olympique en titre LaShawn Merritt, éliminé dès les séries sur blessure. Chris Brown termine au pied du podium pour la deuxième fois consécutive, devançant les Belges Kévin et Jonathan Borlée.
Lors des Jeux olympiques de 2016, à Rio de Janeiro, le Sud-Africain Wayde van Niekerk, champion du monde en 2015, remporte le titre olympique en 43 s 03 et améliore de 15/100e de seconde le record du monde de l'Américain Michael Johnson établi en 1999. Situé au couloir extérieur, il devance sur le podium les deux précédents champions olympiques, Kirani James (43 s 76) et LaShawn Merritt (43 s 85). Le Trinidadien Machel Cedenio (4e) et le Bahreinien Ali Khamis (6e) établissent de nouveaux records nationaux, le Botswanais Karabo Sibanda, âgé de dix-huit ans seulement, se classe 5e de l'épreuve.

A Tokyo en 2021, le Bahaméen Steven Gardiner devient le premier athlète de son pays titré sur cette distance en gagnant la finale en 43 s 85, près de deux ans après avoir été champion du monde à Doha. Le Colombien Anthony Zambrano, auteur d'un nouveau record d'Amérique du Sud en demi-finale, prend la deuxième place en 44 s 08, tandis que Kirani James complète sa collection de médailles olympiques en terminant troisième en 44 s 19. Wayde van Niekerk est quant à lui éliminé dès les demi-finales. 

### Palmarès
| Édition | Or                               | Argent                             | Bronze                         |
| ------- | -------------------------------- | ---------------------------------- | ------------------------------ |
| 1896    | Thomas Burke (USA) 54 s 2        | Herbert Jamison (USA) 54 s 6       | Charles Gmelin (GBR) 56 s 6    |
| 1900    | Maxie Long (USA) 49 s 4          | William Holland (USA) 49 s 9       | Ernst Schultz (DEN) 51 s 5     |
| 1904    | Harry Hillman (USA) 49 s 2       | Frank Waller (USA) 49 s 8          | Herman Groman (USA) 50 s 0     |
| 1908    | Wyndham Halswelle (GBR) 50 s 0   | Non attribuée                      | Non attribuée                  |
| 1912    | Charles Reidpath (USA) 48 s 2    | Hanns Braun (GER) 48 s 3           | Ed Lindberg (USA) 48 s 4       |
| 1920    | Bevil Rudd (RSA) 49 s 2          | Guy Butler (GBR) 49 s 6            | Nils Engdahl (SWE) 50 s 0      |
| 1924    | Eric Liddell (GBR) 47 s 6        | Horatio Fitch (USA) 48 s 4         | Guy Butler (GBR) 48 s 6        |
| 1928    | Ray Barbuti (USA) 47 s 8         | James Ball (CAN) 48 s 0            | Joachim Büchner (GER) 48 s 2   |
| 1932    | Bill Carr (USA) 46 s 2           | Benjamin Eastman (USA) 46 s 4      | Alex Wilson (CAN) 47 s 4       |
| 1936    | Archie Williams (USA) 46 s 5     | Godfrey Brown (GBR) 46 s 7         | James LuValle (USA) 46 s 8     |
| 1948    | Arthur Wint (JAM) 46 s 2         | Herb McKenley (JAM) 46 s 4         | Mal Whitfield (USA) 46 s 9     |
| 1952    | George Rhoden (JAM) 45 s 9       | Herb McKenley (JAM) 45 s 9         | Ollie Matson (USA) 46 s 8      |
| 1956    | Charlie Jenkins (USA) 46 s 7     | Karl-Friedrich Haas (EUA) 46 s 8   | Voitto Hellsten (FIN) 47 s 0   |
| 1956    | Charlie Jenkins (USA) 46 s 7     | Karl-Friedrich Haas (EUA) 46 s 8   | Ardalion Ignatyev (URS) 47 s 0 |
| 1960    | Otis Davis (USA) 44 s 9          | Carl Kaufmann (EUA) 44 s 9         | Malcolm Spence (RSA) 45 s 5    |
| 1964    | Michael Larrabee (USA) 45 s 1    | Wendell Mottley (TRI) 45 s 2       | Andrzej Badeński (POL) 45 s 6  |
| 1968    | Lee Evans (USA) 43 s 8           | Larry James (USA) 43 s 9           | Ron Freeman (USA) 44 s 4       |
| 1972    | Vince Matthews (USA) 44 s 66     | Wayne Collett (USA) 44 s 80        | Julius Sang (KEN) 44 s 92      |
| 1976    | Alberto Juantorena (CUB) 44 s 26 | Fred Newhouse (USA) 44 s 40        | Herman Frazier (USA) 44 s 95   |
| 1980    | Viktor Markin (URS) 44 s 60      | Rick Mitchell (AUS) 44 s 84        | Frank Schaffer (GDR) 44 s 87   |
| 1984    | Alonzo Babers (USA) 44 s 27      | Gabriel Tiacoh (CIV) 44 s 54       | Antonio McKay (USA) 44 s 71    |
| 1988    | Steve Lewis (USA) 43 s 87        | Harry Butch Reynolds (USA) 43 s 93 | Danny Everett (USA) 44 s 09    |
| 1992    | Quincy Watts (USA) 43 s 50       | Steve Lewis (USA) 44 s 21          | Samson Kitur (KEN) 44 s 24     |
| 1996    | Michael Johnson (USA) 43 s 49    | Roger Black (GBR) 44 s 41          | Davis Kamoga (UGA) 44 s 53     |
| 2000    | Michael Johnson (USA) 43 s 84    | Alvin Harrison (USA) 44 s 40       | Gregory Haughton (JAM) 44 s 70 |
| 2004    | Jeremy Wariner (USA) 44 s 00     | Otis Harris (USA) 44 s 16          | Derrick Brew (USA) 44 s 42     |
| 2008    | LaShawn Merritt (USA) 43 s 75    | Jeremy Wariner (USA) 44 s 74       | David Neville (USA) 44 s 80    |
| 2012    | Kirani James (GRN) 43 s 94       | Luguelín Santos (DOM) 44 s 46      | Lalonde Gordon (TRI) 44 s 52   |
| 2016    | Wayde van Niekerk (RSA) 43 s 03  | Kirani James (GRN) 43 s 76         | LaShawn Merritt (USA) 43 s 85  |
| 2020    | Steven Gardiner (BAH) 43 s 85    | Anthony Zambrano (COL) 44 s 08     | Kirani James (GRN) 44 s 19     |
| 2024    | Quincy Hall (USA) 43 s 40        | Matthew Hudson-Smith (GBR) 43 s 44 | Muzala Samukonga (ZAM) 43 s 74 |

### Multiples médaillés
| Rang | Athlète         | Pays            | Période   | Or | Argent | Bronze | Total |
| ---- | --------------- | --------------- | --------- | -- | ------ | ------ | ----- |
| 1    | Michael Johnson | États-Unis      | 1996–2000 | 2  | 0      | 0      | 2     |
| 2    | Kirani James    | Grenade         | 2012–2021 | 1  | 1      | 1      | 3     |
| 3    | Steve Lewis     | États-Unis      | 1988–1992 | 1  | 1      | 0      | 2     |
| 3    | Jeremy Wariner  | États-Unis      | 2004–2008 | 1  | 1      | 0      | 2     |
| 5    | LaShawn Merritt | États-Unis      | 2008–2016 | 1  | 0      | 1      | 2     |
| 6    | Herb McKenley   | Jamaïque        | 1948–1952 | 0  | 2      | 0      | 2     |
| 7    | Guy Butler      | Grande-Bretagne | 1920–1924 | 0  | 1      | 1      | 2     |

### Record olympique
| Temps                      | Temps | Athlète           | Lieu           | Date             | Record |
| -------------------------- | ----- | ----------------- | -------------- | ---------------- | ------ |
| Chronométrage manuel       |       |                   |                |                  |        |
| 56 s 8                     |       | Herbert Jamison   | Athènes        | 6 avril 1896     |        |
| 54 s 2                     |       | Thomas Burke      | Athènes        | 7 avril 1896     |        |
| 50 s 4                     |       | Maxie Long        | Paris          | 14 juillet 1900  |        |
| 49 s 4                     |       | Maxie Long        | Paris          | 15 juillet 1900  |        |
| 49 s 2                     |       | Harry Hillman     | Saint-Louis    | 29 août 1904     |        |
| 48 s 4                     |       | Wyndham Halswelle | Londres        | 22 juillet 1908  |        |
| 48 s 2                     |       | Charles Reidpath  | Stockholm      | 22 juillet 1912  | WR     |
| 48 s 0                     |       | Joseph Imbach     | Paris          | 10 juillet 1924  |        |
| 47 s 8                     |       | Horatio Fitch     | Paris          | 11 juillet 1924  |        |
| 47 s 6                     |       | Eric Liddell      | Paris          | 11 juillet 1924  |        |
| 47 s 2                     |       | Bill Carr         | Los Angeles    | 4 août 1932      |        |
| 46 s 2                     |       | Bill Carr         | Los Angeles    | 5 août 1932      | WR     |
| 46 s 2                     |       | Arthur Wint       | Londres        | 5 août 1948      |        |
| 45 s 9                     |       | George Rhoden     | Helsinki       | 25 juillet 1952  |        |
| 45 s 9                     |       | Herb McKenley     | Helsinki       | 25 juillet 1952  |        |
| 45 s 9                     |       | Otis Davis        | Rome           | 3 septembre 1960 |        |
| 45 s 5                     |       | Otis Davis        | Rome           | 5 septembre 1960 |        |
| 44 s 9                     |       | Otis Davis        | Rome           | 6 septembre 1960 | WR     |
| 44 s 9                     |       | Carl Kaufmann     | Rome           | 6 septembre 1960 | WR     |
| 44 s 8                     | A     | Lee Evans         | Mexico         | 17 octobre 1968  |        |
| Chronométrage électronique |       |                   |                |                  |        |
| 43 s 86                    | A     | Lee Evans         | Mexico         | 18 octobre 1968  | WR     |
| 43 s 71                    |       | Quincy Watts      | Barcelone      | 3 août 1992      |        |
| 43 s 50                    |       | Quincy Watts      | Barcelone      | 5 août 1992      |        |
| 43 s 49                    |       | Michael Johnson   | Atlanta        | 29 juillet 1996  | WR     |
| 43 s 03                    |       | Wayde van Niekerk | Rio de Janeiro | 14 août 2016     | WR     |

## Femmes

### Historique

#### 1964-1984

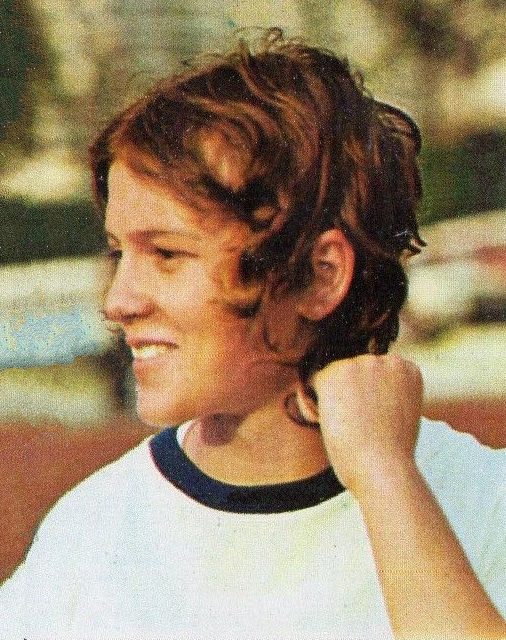
Monika Zehrt, championne olympique du 400 m en 1972.

Le premier titre olympique féminin du 400 mètres est remporté par l'Australienne Betty Cuthbert à l'occasion des Jeux olympiques de 1964, à Tokyo. Elle s'impose dans le temps de 52 s 0 et devance sur le podium la Britannique Ann Packer, deuxième en 52 s 2 et l'autre australienne Judy Amoore, troisième en 53 s 4. La Soviétique Mariya Itkina, championne d'Europe en 1958 et 1962, se classe 5e de la course, derrière la Hongroise Antónia Munkácsi. 
En 1968, lors des Jeux olympiques de Mexico, la Française Colette Besson remonte toutes ses concurrentes dans la dernière ligne droite et remporte le titre olympique en 52 s 0, échouant à 1/10e de seconde seulement du record du monde détenu depuis 1962 par la Nord-coréenne Shin Geum-dan. la Britannique Lillian Board se classe deuxième de la course en 52 s 1, devant la Soviétique Natalya Pechonkina, troisième en 52 s 2.
L'Est-allemande Monika Zehrt, qui a porté le record du monde du 400 mètres à 51 s 0 quelques semaines avant le début des Jeux olympiques de 1972, à Munich, devient championne olympique dans le temps de 51 s 08, devant l'Ouest-allemande Rita Wilden (51 s 21) et l'Américaine Kathy Hammond (51 s 64). L'autre est-allemande  Helga Seidler, championne d'Europe en 1971, termine au pied du podium. Durant ces Jeux, le record olympique est amélioré à cinq reprises : en séries par l'Australienne Charlene Rendina (51 s 94), en quarts-de finale par la Hongroise Györgyi Balogh (51 s 71), en demi-finales par Helga Seidler (51 s 68) puis par Monika Zehrt (51 s 47), et enfin en finale par Monika Zehrt avec 51 s 08.
Lors des Jeux olympiques de 1976, la Polonaise Irena Szewińska est la favorite de l'épreuve après avoir porté le record du monde à 49 s 75 un mois avant le début des compétitions. À Montréal, elle remporte facilement la course en 49 s 29, abaissant de 46/100e de seconde son propre record du monde. Les Est-allemandes Christina Brehmer et Ellen Streidt complètent le podium en respectivement 50 s 51 et 50 s 55 alors que la Finlandaise Riitta Salin, championne d'Europe en 1974, se classe 7e de la course.
Quatre ans plus tard, en finale des Jeux olympiques de 1980, à Moscou, l'Est-allemande Marita Koch survole l'épreuve en améliorant de près d'une demi-seconde le record olympique d'Irena Szewińska avec le temps de 48 s 88. Marita Koch, championne d'Europe en 1978, a amélioré à cinq reprises le record du monde de 1978 à 1979 et a porté celui-ci à 48 s 60. Sous les 49 secondes également, la Tchécoslovaque Jarmila Kratochvílová remporte la médaille d'argent en 49 s 46, et Christina Lathan la médaille de bronze en 49 s 66.
En l'absence pour cause de boycott des athlètes des pays du bloc de l'Est, parmi lesquels figure Marita Koch la tenante du titre et Jarmila Kratochvílová, championne du monde en 1983 et nouvelle détentrice du record du monde, l'Américaine Valerie Brisco-Hooks remporte le titre des Jeux olympiques de 1984 à Los Angeles. Sacrée également sur 200 m, elle s'impose dans le temps de 48 s 83 et améliore de 5/100e le record olympique de Marita Koch. Elle devance sur le podium sa compatriote Chandra Cheeseborough (49 s 05) et la Britannique Kathy Cook (49 s 42).

#### 1988-2004

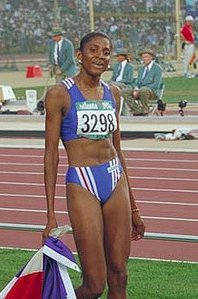
Marie-José Pérec en 1996 à Atlanta après son second titre olympique sur 400 m. Elle détient par ailleurs le record olympique en

Aux Jeux olympiques de 1988 à Séoul, la favorite au titre est la Soviétique Olha Bryzhina, championne du monde l'année précédente, et ce en l'absence de Marita Koch, retraitée des pistes depuis 1987. Olha Bryzhina remporte la médaille d'or en établissant un nouveau record olympique en 48 s 65, devançant l'Est-allemande Petra Müller (49 s 45) et l'autre soviétique Olga Nazarova (49 s 90). La tenante du titre Valerie Brisco-Hooks, qui était en tête à mi-course, termine finalement au pied du podium en 50 s 16.
En 1992, en finale des Jeux olympiques de 1992 à Barcelone, la Française Marie-José Pérec confirme son titre de championne du monde obtenue en 1991 à Tokyo en devenant championne olympique du 400 m. Après être remontée sur toutes ses adversaires à 60 m de l'arrivée, elle s'impose dans le temps de 48 s 83, améliorant de 3/10e son propre record de France. Elle devance la tenante du titre Olha Bryzhina, deuxième en 49 s 05, et la Colombienne Ximena Restrepo qui établit un nouveau record d'Amérique du Sud en 49 s 64.
Aux Jeux olympiques de 1996, à Atlanta, Marie-José Pérec devient la première athlète féminine à remporter un deuxième titre olympique sur 400 m, la seule à ce jour. En tête de la course à 200 m de l'arrivée, elle est rejointe par l'Australienne Cathy Freeman dans le dernier virage, mais parvient à faire la différence dans les 40 derniers mètres en s'imposant dans le temps de 48 s 25, nouveau record olympique et troisième meilleure performance mondiale de tous les temps. Cathy Freeman se classe deuxième en 48 s 63 (record d'Australie) et la Nigériane Falilat Ogunkoya troisième en 49 s 10 (record d'Afrique). Quatre jours plus tard, Marie-José Pérec remportera également l'épreuve du 200 m.
Les Jeux olympiques de 2000 à Sydney sont marqués par le départ précipité de Marie-José Pérec à quelques jours du début des compétitions. Cathy Freeman, championne du monde en 1995 et 1997 et invaincue sur la distance depuis trois saisons, remporte devant son public son premier titre olympique en 49 s 11. Elle devance largement la Jamaïcaine Lorraine Graham, médaillée d'argent en 49 s 58 et la Britannique Katharine Merry, médaillée de bronze en 49 s 72, ces deux athlètes battant leur record personnel.
Favorite à la médaille d'or après son titre de championne du monde obtenu en 2003, et ses 23 courses consécutives remportées sur 400 m, la Mexicaine Ana Guevara est battu lors des Jeux olympiques de 2004. À Athènes, la Bahaméenne Tonique Williams-Darling s'impose dans le temps de 49 s 41, devant Ana Guevara qui établit néanmoins son meilleur temps de l'année en 49 s 56, et devant la Russe Natalya Antyukh, médaillée de bronze en 49 s 89.

#### Depuis 2008

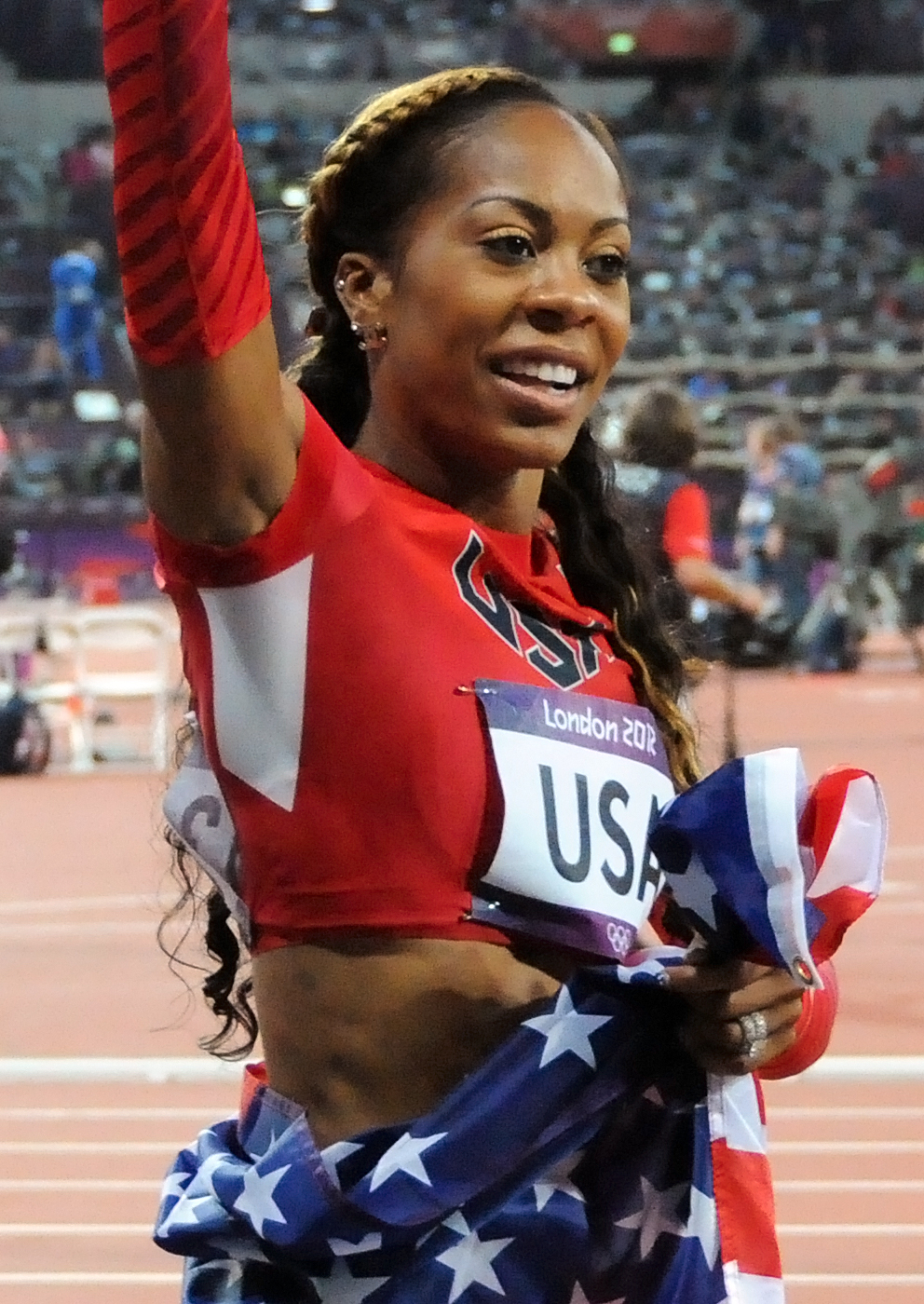
Sanya Richards-Ross, championne olympique en 2012.

La Britannique Christine Ohuruogu, championne du monde du 400 m en 2007, s'adjuge le titre des Jeux olympiques de 2008, à Pékin. Elle l'emporte dans le temps de 49 s 62, son meilleur temps de la saison, et devance de 7/100e de seconde la Jamaïcaine Shericka Williams, qui améliore son record personnel en 49 s 69, l'Américaine Sanya Richards se classant troisième de l'épreuve en 49 s 93. Les athlètes russes Anastasiya Kapachinskaya (5e) et Tatyana Firova (6e), seront disqualifiées en 2016 pour dopage après réexamen des échantillons prélevés lors de ces Jeux
Lors des Jeux olympiques de 2012, à Londres, Sanya Richards-Ross décroche son premier titre olympique sur 400 m en 49 s 55, devançant la tenante du titre Christine Ohuruogu, médaillée d'argent en 49 s 70 et l'autre américaine DeeDee Trotter, médaillée de bronze en 49 s 72 qui écarte du podium pour 3/100e de seconde seulement la championne du monde 2011, la Botswanaise Amantle Montsho. La Russe Antonina Krivoshapka, initialement 6e de la finale, est disqualifiée des Jeux olympiques de Londres 2012 pour dopage.
En 2016, lors des Jeux olympiques de Rio de Janeiro, la Bahaméenne Shaunae Miller devient championne olympique en s'imposant de justesse dans le temps de 49 s 44 (record personnel) après avoir effectué un plongeon sur la ligne d'arrivée. Elle devance l'Américaine Allyson Felix, championne du monde en 2015, qui se classe finalement deuxième en 49 s 51, devant l'autre Jamaïcaine Shericka Jackson, troisième en 49 s 85. L'Ukrainienne Olha Zemlyak, initialement 7e de la course, est disqualifiée pour dopage en 2018.
Shaunae Miller conserve son titre lors des Jeux de Tokyo en 2021, réalisant le temps le plus rapide (48 s 36, record personnel) en finale olympique depuis Marie-José Pérec en 1996. Derrière elle, la Dominicaine Marileidy Paulino accroche la deuxième place avec un nouveau record national (49 s 20) tandis que Allyson Felix parvient à décrocher la médaille de bronze en 49 s 46. À l'âge de 35 ans, l'Américaine remporte ainsi sa dixième médaille olympique, devenant l'athlète féminine la plus médaillée de l'histoire devant Merlene Ottey. La championne du monde 2019 Salwa Eid Naser avait quant à elle été suspendue avant les Jeux pour manquements à ses obligations de localisation antidopage.

### Palmarès
| Édition | Or                                     | Argent                              | Bronze                             |
| ------- | -------------------------------------- | ----------------------------------- | ---------------------------------- |
| 1964    | Betty Cuthbert (AUS) 52 s 0            | Ann Packer (GBR) 52 s 2             | Judy Amoore (AUS) 52 s 4           |
| 1968    | Colette Besson (FRA) 52 s 0            | Lillian Board (GBR) 52 s 1          | Natalya Pechonkina (URS) 52 s 2    |
| 1972    | Monika Zehrt (GDR) 51 s 08             | Rita Wilden (FRG) 51 s 21           | Kathy Hammond (USA) 51 s 64        |
| 1976    | Irena Szewińska (POL) 49 s 29          | Christina Brehmer (GDR) 50 s 51     | Ellen Streidt (GDR) 50 s 55        |
| 1980    | Marita Koch (GDR) 48 s 88              | Jarmila Kratochvílová (TCH) 49 s 46 | Christina Lathan (GDR) 49 s 66     |
| 1984    | Valerie Brisco-Hooks (USA) 48 s 83     | Chandra Cheeseborough (USA) 49 s 05 | Kathy Smallwood-Cook (GBR) 49 s 43 |
| 1988    | Olga Bryzgina (URS) 48 s 65            | Petra Müller (GDR) 49 s 45          | Olga Nazarova (URS) 49 s 90        |
| 1992    | Marie-José Pérec (FRA) 48 s 83         | Olga Bryzgina (EUN) 49 s 05         | Ximena Restrepo (COL) 49 s 64      |
| 1996    | Marie-José Pérec (FRA) 48 s 25         | Cathy Freeman (AUS) 48 s 63         | Falilat Ogunkoya (NGR) 49 s 10     |
| 2000    | Cathy Freeman (AUS) 49 s 11            | Lorraine Graham (JAM) 49 s 58       | Katharine Merry (GBR) 49 s 72      |
| 2004    | Tonique Williams-Darling (BAH) 49 s 41 | Ana Guevara (MEX) 49 s 56           | Natalya Antyukh (RUS) 49 s 89      |
| 2008    | Christine Ohuruogu (GBR) 49 s 62       | Shericka Williams (JAM) 49 s 69     | Sanya Richards (USA) 49 s 93       |
| 2012    | Sanya Richards-Ross (USA) 49 s 55      | Christine Ohuruogu (GBR) 49 s 70    | DeeDee Trotter (USA) 49 s 72       |
| 2016    | Shaunae Miller (BAH) 49 s 44           | Allyson Felix (USA) 49 s 51         | Shericka Jackson (JAM) 49 s 85     |
| 2020    | Shaunae Miller-Uibo (BAH) 48 s 36      | Marileidy Paulino (DOM) 49 s 20     | Allyson Felix (USA) 49 s 46        |
| 2024    | Marileidy Paulino (DOM) 48 s 17        | Salwa Eid Naser (BRN) 48 s 53       | Natalia Kaczmarek (POL) 48 s 98    |

### Multiples médaillées
| Rang | Athlète             | Pays                            | Période   | Or | Argent | Bronze | Total |
| ---- | ------------------- | ------------------------------- | --------- | -- | ------ | ------ | ----- |
| 1    | Marie-José Pérec    | France                          | 1992–1996 | 2  | 0      | 0      | 2     |
| 1    | Shaunae Miller-Uibo | Bahamas                         | 2016–2021 | 2  | 0      | 0      | 2     |
| 3    | Olha Bryzhina       | Union soviétique Équipe unifiée | 1988–1992 | 1  | 1      | 0      | 2     |
| 3    | Cathy Freeman       | Australie                       | 1996–2000 | 1  | 1      | 0      | 2     |
| 3    | Christine Ohuruogu  | Grande-Bretagne                 | 2008–2012 | 1  | 1      | 0      | 2     |
| 3    | Marileidy Paulino   | République dominicaine          | 2021-2024 | 1  | 1      | 0      | 2     |
| 7    | Sanya Richards-Ross | États-Unis                      | 2008–2012 | 1  | 0      | 1      | 2     |
| 8    | Christina Lathan    | Allemagne de l'Est              | 1976–1980 | 0  | 1      | 1      | 2     |
| 8    | Allyson Felix       | États-Unis                      | 2016–2021 | 0  | 1      | 1      | 2     |

### Record olympique
| Temps   | Athlète              | Lieu        | Date              | Record |
| ------- | -------------------- | ----------- | ----------------- | ------ |
| 54 s 42 | Antónia Munkácsi     | Tokyo       | 15 octobre 1964   |        |
| 53 s 18 | Ann Packer           | Tokyo       | 15 octobre 1964   |        |
| 52 s 77 | Ann Packer           | Tokyo       | 16 octobre 1964   |        |
| 52 s 01 | Betty Cuthbert       | Tokyo       | 17 octobre 1964   |        |
| 51 s 94 | Charlene Rendina     | Munich      | 2 septembre 1972  |        |
| 51 s 71 | Györgyi Balogh       | Munich      | 3 septembre 1972  |        |
| 51 s 68 | Helga Seidler        | Munich      | 4 septembre 1972  |        |
| 51 s 47 | Monika Zehrt         | Munich      | 4 septembre 1972  |        |
| 51 s 08 | Monika Zehrt         | Munich      | 7 septembre 1972  |        |
| 50 s 48 | Irena Szewińska      | Montréal    | 26 juillet 1976   |        |
| 49 s 29 | Irena Szewińska      | Montréal    | 26 juillet 1976   | WR     |
| 48 s 88 | Marita Koch          | Moscou      | 28 juillet 1980   |        |
| 48 s 83 | Valerie Brisco-Hooks | Los Angeles | 6 août 1984       |        |
| 48 s 65 | Olga Bryzgina        | Séoul       | 26 septembre 1988 |        |
| 48 s 25 | Marie-José Pérec     | Atlanta     | 29 juillet 1996   |        |
| 48 s 17 | Marileidy Paulino    | Paris       | 9 août 2024       |        |